# نام دامنه جامع‌الشرایط
یک نام دامنهٔ جامع‌الشرایط (به انگلیسی: FQDN) که به نام دامنهٔ مطلق هم شناخته می‌شود، یک نام دامنه‌ای است که محل دقیق سلسله مراتب درختی را در سامانهٔ نام دامنه ((به انگلیسی: DNS)) مشخص می‌کند. این همهٔ سطوح دامنه را تعیین می‌کند، شامل نام‌های دامنهٔ سطح بالا یا (به انگلیسی: دامنه سطح‌بالا) و منطقهٔ ریشه. عموماً (به انگلیسی: FQDN) یا چیز دیگری اشتباه گرفته نخواهد شد.
دامنهٔ ریشهٔ (به انگلیسی: DNS) بدون نام است که با یک برچسب خالی مشخص شده است. در نتیجه نام دامنهٔ جامع‌الشرایط همیشه با یک نقطه (.) به انتها می‌رسد.
در مقابل با نام دامنه‌ای که به طور کامل تعیین شده است، یک نام دامنه‌ای که شامل مسیر کامل برچسب‌ها از ریشهٔ (به انگلیسی: DNS) نباشد، partially qualified domain name می‌گویند.

## ترکیب بندی
یک نام دامنهٔ جامع‌الشرایط یا (به انگلیسی: FQDN) شامل فهرستی از برچسب‌هایی است که نشان دهنده سلسله مراتب از پایین‌ترین سطح سامانهٔ (به انگلیسی: DNS) تا بالاترین آن که TLD است می‌باشد. هر برچسب از دامنه با یک نقطه (.) از همدیگر جدا می‌شود.
ریشهٔ (به انگلیسی: DNS) بدون نام است، بنابراین با یک نقطه ختم شده است. همین مورد باید در پرونده‌های ناحیهٔ (به انگلیسی: DNS) هم مورد توجه قرار گیرد. مثلاً somehost.example.com صراحتاً یک نام دامنهٔ مطلق را که در انتها با نقطه تمام شده است را نشان می‌دهد که نشان دهندهٔ یک (به انگلیسی: FQDN) است.

### مثال
یک دستگاه نامش ((به انگلیسی: Hostname)) (به انگلیسی: myhost) می‌باشد و نام دامنهٔ والدش example.com است. حال این دستگاه نام دامنهٔ جامع الشرایطش myhost.example.com می‌باشد. این نام یا (به انگلیسی: FQDN) این دستگاه یا سرویس را از دیگر دستگاه‌ها روی شبکهٔ اینترنت متمایز می‌کند.